# Bhima (Mythologie)

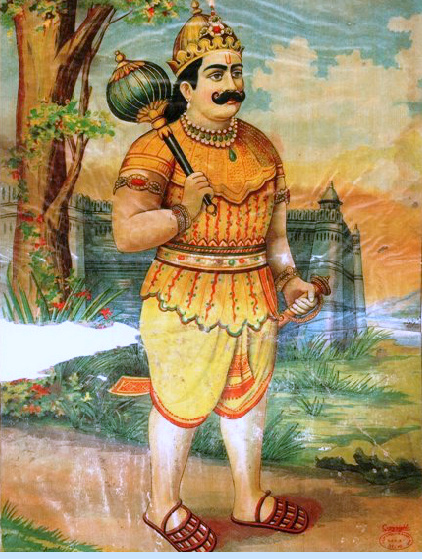
Bhima mit Keule (gada)

Bhima oder Bhimasena (Sanskrit: भीम; deutsch etwa „der Schreckliche“) ist der zweitälteste der fünf Pandava-Brüder, deren Taten im Mahabharata-Epos beschrieben werden.

## Mythos
Bhimas Ziehvater Pandu hatte versehentlich einen weisen Mann (rishi) im Wald erschossen, der ihn noch kurz vor dem Tod mit dem Fluch belegte, dass er sterben würde, wenn er seine Frau Kunti umarme. Daraufhin dankte er als König von Hastinapur ab und übergab die Macht an seinen älteren, aber blinden Bruder Dhritarashtra. Kunti hatte jedoch in ihrer Jugend vom Rishi Durvasas die Weissagung erhalten, dass sie jederzeit die Götter (devas) anrufen könne und jeder angerufene Deva würde sie mit einem Kind segnen – Vater Bhimas wurde so der Windgott Vayu. Er und seine Brüder, die Pandavas, wurden zusammen mit den 100 Söhnen Dhritarashtras, den Kauravas, erzogen; alle erhielten dieselbe geistige und körperliche Ausbildung. Der mit enormen körperlichen Kräften ausgestattete Bhima spezialisierte sich auf den Umgang mit der Keule (gada); er wurde so stark, dass er in einem Kampf sogar vom Gott Indra nicht besiegt werden konnte. Außerdem war er ein guter Esser.
Duryodhana, der älteste Sohn Dhritarashtras, fühlte sich von Bhima herausgefordert; er vergiftete seine Mahlzeit und warf ihn in den Fluss Ganga, wo Bhima jedoch vom Schlangenkönig Vasuki gerettet und mit übernatürlichen Kräften ausgestattet wurde. Duryodhana und sein Ratgeber Purochana heckten einen neuen Plan zur Vernichtung der Pandavas aus und luden diese in einen aus Lack gefertigten Palast ein, den sie in Brand setzten. Bhima rettete seine Brüder und verbarrikadierte den Palast, so dass Purochana selbst bei seinem Vorhaben den Tod fand. Danach versteckten sich Kunti und ihre Söhne in einem Dorf auf dem Lande, welches jedoch von einem Dämon mit Namen Bakasura heimgesucht wurde, der die Vorräte der Menschen fraß; Bhima erschlug ihn.
Wenig später heiratete er Hidimbi, von der er einen Sohn mit Namen Ghatotkacha hatte; beide zogen sich jedoch für längere Zeit von den Pandavas zurück. Später jedoch nahm er gemeinsam mit seinen Brüdern die Prinzessin Draupadi zur Frau; jeder von ihnen zeugte einen Sohn mit ihr – Bhimas Sohn war Sutasoma. Später heiratete er ein drittes Mal – die Prinzessin Valandhara gebar ihm erneut einen Sohn mit Namen Sarvada.
Yudhishthira, der ältere Bruder Bhimas, wurde König von Indraprastha. Er sandte seine Brüder in die benachbarten Königreiche, um diese zu einem gemeinsamen Rajasuya-Opferfest zu bewegen; da diese nicht freiwillig kamen, wandte Bhima Gewalt an. Später verlor Yudhishthira in einem Würfelspiel sein Königreich, woraufhin sich die Pandava-Brüder gemeinsam mit ihrer Frau Draupadi für 13 Jahre im Wald verbargen, wo sie jedoch siegreich gegen weitere Dämonen kämpften und andere Abenteuer bestanden.
Die Geschichten des Mahabharata finden ihren Höhepunkt in der Schlacht von Kurukshetra, in deren Vorfeld das berühmte Gespräch zwischen Arjuna und seinem Wagenlenker Krishna, die Bhagavad-Gita, stattfindet. Im Verlauf der Schlacht erschlägt Bhima nahezu alle Feinde der Pandavas und tötet überdies alle 100 Söhne Dhritarashtras, doch auch zwei seiner eigenen Söhne finden den Tod. Von seinem älteren Bruder wurde er zum Herrscher von Hastinapur bestimmt. Mit Beginn des neuen Zeitalters (Kali-Yuga) gaben alle fünf Brüder den Kampf und ihre Ämter auf und traten gemeinsam mit ihrer Ehefrau eine Pilgerreise zum Himalaya an, von der sie nicht zurückkehrten.

## Darstellung
In der klassischen indischen Bildkunst taucht Bhima nicht auf. Erste Miniaturen und Buchmalereien entstanden erst unter den Mogul-Herrschern und während der britischen Kolonialzeit. Im 20. Jahrhundert entstanden zahlreiche Bilddrucke mit Darstellungen aus dem Legendenzyklus um die fünf Pandava-Brüder und ihre Schwester Draupadi.

## Java
Bhima ist eine der zentralen Figuren im javanischen Schattenspiel wayang kulit purwa, das Erzählungen aus dem Mahabharata und dem Ramayana inszeniert. Er gilt wegen seiner übernatürlichen Kräfte und Weisheit als Idealgestalt. Im javanischen Volksglauben ist Bhima mit Ahnenkult, Fruchtbarkeit und Sexualität verbunden. Mit einer entsprechenden Charakterisierung ist er auf einem Steinrelief am Candi Sukuh, einer mittelalterlichen Tempelanlage am Hang des Vulkans Lawu, abgebildet.